# Hep Taxi !

Hep Taxi ! est une émission de télévision diffusée en Belgique sur la Deux (RTBF), depuis le 27 septembre 2002 et présentée actuellement par Jérôme Colin.
L'animateur-taximan décalé emmène les artistes dans une promenade en taxi dans la Belgique culturelle, une promenade également propice aux confidences des personnalités.
Cette émission a précédemment été animée par Vincent Lecuyer, Alain Eloy et Jean-Marc Panis[Quand ?]. Jérôme Colin l'anime depuis le 2 décembre 2003 en remplacement de Vincent Lecuyer.